# Uruguayische Fußballnationalmannschaft (U-20-Frauen)
Die uruguayische U-20-Fußballnationalmannschaft der Frauen repräsentiert Uruguay im internationalen Frauenfußball. Die Nationalmannschaft untersteht der Asociación Uruguaya de Fútbol und wird seit Juli 2022 von Daniel Pérez trainiert. Die Spitznamen der Mannschaft sind La Celeste und Los Charrúas.
Die Mannschaft tritt bei der Südamerika-Meisterschaft und (theoretisch) auch bei der U-20-Weltmeisterschaft für Uruguay an. Bislang ist es dem Team jedoch nie gelungen, sich für eine WM-Endrunde zu qualifizieren. Die uruguayische U-20-Auswahl zählte lange zu den weniger erfolgreichen U-20-Nationalmannschaften in Südamerika und kam erst bei der Südamerikameisterschaft 2020 2 bzw. 2022 erstmals über die Gruppenphase hinaus, als sie mit dem dritten Platz ihr bislang bestes Ergebnis erreichte.

## Turnierbilanz

### Weltmeisterschaft
| Jahr   | Gastgeber       | Platzierung        |
| ------ | --------------- | ------------------ |
| 2002   | Kanada          | nicht qualifiziert |
| 2004   | Thailand        | nicht qualifiziert |
| 2006   | Russland        | nicht qualifiziert |
| 2008   | Chile           | nicht qualifiziert |
| 2010   | Deutschland     | nicht qualifiziert |
| 2012   | Japan           | nicht qualifiziert |
| 2014   | Kanada          | nicht qualifiziert |
| 2016   | Papua-Neuguinea | nicht qualifiziert |
| 2018   | Frankreich      | nicht qualifiziert |
| 2020 1 | Costa Rica 1    | – 1                |
| 2022   | Costa Rica      | nicht qualifiziert |
| 2024   | Kolumbien       | nicht qualifiziert |

### Südamerika-Meisterschaft
| Jahr   | Gastgeber     | Platzierung  |
| ------ | ------------- | ------------ |
| 2004   | Brasilien     | Gruppenphase |
| 2006   | Chile         | Gruppenphase |
| 2008   | Brasilien     | Gruppenphase |
| 2010   | Kolumbien     | Gruppenphase |
| 2012   | Brasilien     | Gruppenphase |
| 2014   | Uruguay       | Gruppenphase |
| 2015   | Brasilien     | Gruppenphase |
| 2018   | Ecuador       | Gruppenphase |
| 2020 2 | Argentinien 2 | – 2          |
| 2022   | Chile         | 3. Platz     |
| 2024   | Ecuador       | Gruppenphase |